# ميشيل ليدوكس
ميشيل ليدوكس (بالفرنسية: Michel Ledoux)‏ هو رياضياتي فرنسي، ولد في 1958.